# Music (альбом Playboi Carti)
Music (также известный как I Am Music; стилизовано под маюскул) — третий студийный альбом американского рэпера Playboi Carti, выпущенный 14 марта 2025 года на музыкальных лейблах AWGE и Interscope Records. Альбом состоит из 30 треков (цифровые версии «Music V2» и «Music V3» из 32-х и 31-го трека соответственно) и включает в себя совместные композиции с Трэвисом Скоттом, The Weeknd, Кендриком Ламаром, Джене Айко, Скептой, Фьючером, Lil Uzi Vert, Ty Dolla Sign и Янг Тагом. Продюсированием занимались Ojivolta, Cardo, F1lthy, Bnyx, Cash Cobain, Канье Уэста, Maaly Raw, Metro Boomin, Майка Дина и другие. 9 марта 2025 года рэпер анонсировал завершение работы над пластинкой спустя годы производственного ада.
Альбом получил в целом благоприятные отзывы и дебютировал на первом месте в чартах нескольких стран, включая Австралию, Великобританию, Канаду, Новую Зеландию, Норвегию и США.

## Предыстория и запись
После успеха своего второго студийного альбома Whole Lotta Red (2020) Playboi Carti вскоре анонсировал выход новых работ. 10 марта 2021 года, всего через три месяца после выхода пластинки, Картер намекнул на выпуск нового полноформатного проекта. 23 августа того же года он раскрыл первоначальное название альбома Narcissist и назначил дату релиза на 13 сентября, хотя в конечном итоге он не состоялся.
В течение года планы рэпер менялись. В интервью XXL в апреле 2022 года он упомянул, что название альбома было изменено на Music. В то время Playboi Carti активно выступал вживую, представляя на концертах неизданные песни. В интервью Numéro Berlin в ноябре 2023 года Карти подчеркнул личную значимость альбома, назвав его своей самой важной работой на тот момент. Он рассказал, что большая часть пластинки была записана в похожей на пещеру студии в Париже, где он провёл три месяца. 9 марта 2025 года рэпер сообщил, что работа над ней завершена. Несколько дней спустя, 12 марта, он официально объявил, что альбом выйдет 14 марта 2025 года, после серии тизеров от платформы Spotify.

## Отзывы
| Совокупная оценка | Совокупная оценка |
| Источник          | Оценка            |
| ----------------- | ----------------- |
| Metacritic        | 76/100            |
| Оценки критиков   |                   |
| Источник          | Оценка            |
| The Guardian      | [ 10 ]            |
| MusicOMH          | [ 11 ]            |
| NME               | [ 12 ]            |
| Pitchfork         | 7.7/10            |
| Rolling Stone     | [ 14 ]            |
| Slant Magazine    | [ 15 ]            |
| Sputnikmusic      | 2.3/5             |

Альбом получил положительные отзывы музыкальной критики и интернет-изданий. По данным агрегатора рецензий Metacritic, Music получила «в целом благоприятные отзывы» на основе средневзвешенной оценки 76 из 100 из восьми оценок критиков.
Кьянн-Сиан Уильямс из New Musical Express написала: «Music — это не просто расширение звукового мира Карти, но и усовершенствование, которое превращает его характерный хаос в нечто кинематографическое». Бен Бомон-Томас из The Guardian считает, что альбом демонстрирует «почти мистический уровень вокального диапазона», называя его «нездоровым» и «наркотизированным». В менее восторженной рецензии Дакота Вест Фосс из Sputnikmusic заявила, что в альбоме «слишком много всего», и назвала его слабым местом беспорядочную и «неуправляемую» природу.
Чарльз Лайонс-Берт из Slant Magazine похвалил Music за его «захватывающе всеобъемлющий» масштаб и вокал Карти, но раскритиковал хаотичность альбома, отсутствие связности и «непонятную» лирику. Моси Ривз из Rolling Stone также раскритиковал лирику альбома и слишком длинное время звучания, но похвалил вокал Карти как «однозначно впечатляющий»: «Он меняет свой тон от трека к треку так резко, что часто звучит как совершенно другой человек». Альфонс Пьер из Pitchfork описал Music как «несовершенное, противоречивое, раздутое, громкое, захватывающее, мейнстримное, неудобное, ностальгическое событие» и счел приглашенные выступления неэффективными: «Это 77 минут безостановочных вариантов трэп-бита, EDM-музыки, полуфабрикатов и переосмысленных песен».

## Коммерческий успех
В Соединенных Штатах Music дебютировал на вершине Billboard 200 с продажами в 298 000 единиц, эквивалентных альбому, включая 14 500 продаж чистого альбома, став вторым альбомом Карти номер один, собрав 384 миллиона потоков и позволив альбому одновременно дебютировать на вершине чарта Top Streaming Albums. Проект стал самой большой неделей потокового вещания для любого альбома с тех пор, как альбом Тейлор Свифт The Tortured Poets Department набрал 428,54 миллиона потоков в мае 2024 года. Все 30 песен одновременно дебютировали в Billboard Hot 100, что сделало его первым рэпером, достигшим этого рубежа.
В Великобритании Music дебютировал на первом месте в чарте Official Albums Chart, став первым для рэпера номером один и первым в десятке чарта. Music также дебютировал на первом месте в чарте ARIA Albums Chart в Австралии и Top 40 Albums Chart в Новой Зеландии, став первым номером один в обоих чартах, а также первым попаданием в десятку лучших в Австралии.

## Список композиций
| №                   | Название                                                          | Длительность |
| ------------------- | ----------------------------------------------------------------- | ------------ |
| 1.                  | «Pop Out»                                                         | 2:41         |
| 2.                  | «Crush» (совместно с Трэвисом Скоттом)                            | 2:53         |
| 3.                  | «K Pop»                                                           | 1:52         |
| 4.                  | «Evil J0rdan»                                                     | 3:03         |
| 5.                  | «Mojo Jojo»                                                       | 2:36         |
| 6.                  | «Philly» (совместно с Трэвисом Скоттом)                           | 3:05         |
| 7.                  | «Radar»                                                           | 1:47         |
| 8.                  | «Rather Lie» (совместно с The Weeknd)                             | 3:29         |
| 9.                  | «Fine Shit»                                                       | 1:46         |
| 10.                 | «Backd00r» (при участии Кендрика Ламара и Джене Айко)             | 3:10         |
| 11.                 | «Toxic» (совместно со Скептой)                                    | 2:15         |
| 12.                 | «Munyun»                                                          | 2:34         |
| 13.                 | «Crank»                                                           | 2:27         |
| 14.                 | «Charge Dem Hoes a Fee» (совместно с Фьючером и Трэвисом Скоттом) | 3:45         |
| 15.                 | «Good Credit» (совместно с Кендриком Ламаром)                     | 3:10         |
| 16.                 | «I Seeeeee You Baby Boi»                                          | 2:38         |
| 17.                 | «Wake Up F1lthy» (совместно с Трэвисом Скоттом)                   | 2:49         |
| 18.                 | «Jumpin» (совместно с Lil Uzi Vert)                               | 1:32         |
| 19.                 | «Trim» (совместно с Фьючером)                                     | 3:13         |
| 20.                 | «Cocaine Nose»                                                    | 2:31         |
| 21.                 | «We Need All Da Vibes» (совместно с Янг Тагом и Ty Dolla Sign)    | 3:01         |
| 22.                 | «Olympian»                                                        | 2:54         |
| 23.                 | «Opm Babi»                                                        | 2:53         |
| 24.                 | «Twin Trim» (совместно с Lil Uzi Vert)                            | 1:34         |
| 25.                 | «Like Weezy»                                                      | 1:55         |
| 26.                 | «Dis 1 Got It»                                                    | 2:03         |
| 27.                 | «Walk»                                                            | 1:34         |
| 28.                 | «HBA»                                                             | 3:32         |
| 29.                 | «Overly»                                                          | 1:45         |
| 30.                 | «South Atlanta Baby»                                              | 2:13         |
| Общая длительность: | Общая длительность:                                               | 1:16:57      |

Примечания
- Все песни стилизованы под маюскул.
- «K Pop» был изначально выпущен как «Ketamine».
- «HBA» был изначально выпущен как «H00dByAir».
- В цифровом виде альбом продается под названием «Music V2», с 21 марта 2025 года также «Music V3». Первый дополняется невышедшими треками «2024» и «Backr00ms» совместно с Трэвисом Скоттом, а «Music V3» дополняется треком «Fomdj».

Сэмплы и интерполяции
- «Evil J0rdan» содержит сэмпл «Popular», исполненной the Weeknd, Playboi Carti и Мадонной.
- «Backd00r» содержит сэмпл «Red Rum», исполненной Лил Уэйном и Dre.
- «Crank» интерполирует «Fuck Taylor Gang (Not a Diss We Are Just Not Dickriders)», исполненной SpaceGhostPurrp[англ.].
- «Like Weezy» содержит сэмпл «Bend Over», исполненный Rich Kidz[англ.].

## Чарты
| Чарт (2025)                            | Высшая позиция |
| -------------------------------------- | -------------- |
| Австралия (ARIA)                       | 1              |
| Австралия (Hip Hop/R&B Albums, ARIA)   | 1              |
| Бельгия/Фландрия (Ultratop)            | 3              |
| Бельгия/Валлония (Ultratop)            | 5              |
| Канада (Canadian Albums Chart)         | 1              |
| Чехия (ČNS IFPI)                       | 1              |
| Нидерланды (Album Top 100)             | 2              |
| Финляндия (Suomen virallinen lista)    | 5              |
| Германия (Offizielle Top 100)          | 3              |
| Исландия (Tónlistinn)                  | 1              |
| Ирландия (Irish Albums Chart)          | 2              |
| Италия (FIMI)                          | 3              |
| Литва (AGATA)                          | 1              |
| Новая Зеландия (RMNZ)                  | 1              |
| Норвегия (VG-lista)                    | 1              |
| Швеция (Sverigetopplistan)             | 2              |
| Швейцария (Schweizer Hitparade)        | 1              |
| Великобритания (UK Albums Chart)       | 1              |
| Великобритания (UK R&B Albums Chart)   | 28             |
| США (Billboard 200)                    | 1              |
| США (Billboard Top R&B/Hip-Hop Albums) | 1              |